# サンタ・マリア断崖
サンタ・マリア断崖（サンタ・マリアだんがい、英: Santa María Rupes）は、水星の断崖である。
長さ226.79km、名前はクリストファー・コロンブスの船サンタ・マリア号に由来する。